# Soarta unui om (povestire)
„Soarta unui om” (în rusă Судьба человека, transliterat: Sudba celoveka) este o povestire scrisă de scriitorul rus sovietic Mihail Șolohov în 1956.

## Rezumat
Odată cu izbucnirea Marelui Război Patriotic, camionagiul Andrei Sokolov trebuie să plece în armată și să se despartă de familia sa. În primele luni de război, el este rănit și este prins de naziști. În captivitate, el se confruntă cu toate suferințele dintr-un lagăr de concentrare. Datorită curajului pe care l-a arătat în fața șefului taberei atunci când refuză să bea cu acesta la vestea victoriei armelor naziste, el evită execuția și, în cele din urmă, fuge de naziști. Într-o scurtă vacanță în orașul natal, Sokolov află că iubita lui soție Irina și ambele fiice ale lor au fost ucise în timpul bombardamentului. 
Se întoarce imediat pe front, nemaiputând rămâne în orașul natal. Singura rudă pe care o mai are Andrei este fiul său, care servește ca ofițer în armată. 
Chiar în Ziua Victoriei, Andrei află vestea că fiul său a fost ucis în ultima zi a războiului. După război, singuraticul Andrei Sokolov nu se mai întoarce în orașul său și lucrează în altă parte. Întâlnește un băiețel, Vania, care a rămas orfan. Mama lui a murit și tatăl său a fost dat dispărut pe front. Sokolov îi spune băiatului că este tatăl lui, iar acest lucru îi dă băiatului (și lui însuși) o speranță pentru o nouă viață.

## Context
Intriga povestirii se bazează pe evenimente reale. În primăvara anului 1946, la vânătoare, Șolohov a întâlnit un bărbat care i-a spus această povestire. Șolohov a fost zdruncinat și a spus: „Voi scrie o povestire despre acest lucru, cu siguranță o voi face”. Zece ani mai târziu, după ce a citit câteva povestiri de Hemingway și Remarque, Șolohov a scris „Soarta unui om” în șapte zile.

## Adaptare cinematografică
În 1959, povestirea a fost ecranizată de Serghei Bondarciuk, care a interpelat și rolul principal. Filmul Soarta unui om a fost distins cu premiul principal la Festivalul de Film de la Moscova din 1959 și a deschis calea lui Serghei Bondarciuc către marele cinema.